# قروه
قروه (بالفارسية: قروه) هي مدينة تقع في إيران في قسم. يقدر عدد سكانها بـ 65,842 نسمة .